# Ковальская, Светлана Владимировна
Светлана Владимировна Ковальская (12 ноября 1938, Хабаровский край — 15 мая 1993, Киев) — директор завода железобетонных конструкций № 3 ДСК-1. Заслуженный работник промышленности Украины (1993).

## Биография
Родилась 12 ноября 1938 года в Хабаровском крае.
Свою трудовую деятельность начала после окончания школы, на заводе железобетонных конструкций № 3 в 1956 году, где прошла путь от контролёра ОТК, старшего инженера-технолога, заместителя начальника завода по технологии до директора завода (работала на заводе с 1956 по 1993 г., всего 37 лет).
Без отрыва от производства получила высшее образование — в 1963 году окончила Киевский инженерно-строительный институт.
Светлана Ковальская отдавала все свои силы и умение заводу, заботилась о каждом рабочем. Благодаря её высокой квалификации и организаторским способностям завод всегда был первым по всем показателям среди предприятий ДСК-1 Главкиевгорстроя.
Между тем Светлана Владимировна Ковальская всегда была внимательным человеком, заботливой матерью для дочери и сына, любящей женой и бабушкой.
Умерла 15 мая 1993 года в Киеве. Похоронена вместе с семьей на Байковом кладбище (участок № 49а).

## Награды
За свою самоотверженную работу была награждена тремя медалями, в 1976 году награждена орденом «Знак Почёта», в 1988 году ей присвоено звание «Ветеран труда», а 30 марта 1993 года — почётное звание «Заслуженный работник промышленности Украины».

## Память
- В 1994 году завод ЖБК-3 ДСК-1 переименован в её честь — Завод ЖБК им. Светланы Ковальской.
- На площади перед проходной завода установлена памятная стела с барельефом Светланы Владимировны Ковальской.